# Mourad Amara
Mourad Amara (19 febbraio 1959) è un ex calciatore algerino, di ruolo portiere.

## Carriera
Con la nazionale algerina ha partecipato al mondiale 1982 e 1986, all'edizione della coppa d'africa nel 1990 ed infine alle olimpiadi del 1980.

## Palmarès

### Club

#### Competizioni nazionali
- Campionato algerino: 4

JS Kabylie: 1982, 1983, 1985, 1986
- Coppa d'Algeria: 1

JS Kabylie: 1986

#### Competizioni internazionali
- CAF Champions League: 1

JS Kabylie: 1981